# تاکاپونا
| Milford          | (Lake Pupuke)       | Westlake  |
| (Hauraki Gulf)   | تاکاپونا            | Hillcrest |
| Hauraki, Belmont | (Waitematā Harbour) | Northcote |

تاکاپونا (به لاتین: Takapuna) یک حومه شهر در نیوزیلند است که در منطقه آوکلند واقع شده‌است. تاکاپونا ۸٬۳۴۳ نفر جمعیت دارد. خواننده مشهور نیوزلندی لرد در این شهر زاده شده‌است.